# Albert Rhys Williams
Pour les articles homonymes, voir Albert Williams et Williams.
Albert Rhys Williams (28 septembre 1883 - 27 février 1962) est un journaliste, éditeur, historien, essayiste et syndicaliste américain. Il est en particulier connu pour avoir publié des essais historiques et politiques en faveur de la révolution d'Octobre en Russie, à laquelle il a participé.

## Biographie

### Jeunesse et formation
Albert Rhys Williams est l'un des fils de David Thomas Williams, un pasteur congrégationaliste, et d'Esther Rees (parfois épelé Rhys), tous deux sont des migrants venus du pays de Galles pour s'installer aux États-Unis. Il naît à Greenwich et a trois frères, qui deviendront tous pasteurs à leur tour,.
À l’âge de six ans, il voit un homme miséreux et ivre se faire battre dans la rue puis être sauvé par sa femme éplorée, ce fut pour lui une prise de conscience de révolte contre la dureté de la condition humaine,.
En 1897, Albert Rhys Williams termine ses études secondaires à Hancock (New York) dans le comté du Delaware, puis il travaille dans une scierie et dans un magasin de vêtements en Ohio avant d’entrer à l’université. De 1900 à 1904, il étudie au Marietta College (en) de Marietta ; il y édite le journal des étudiants et aide à la formation d’un syndicat de vendeurs au détail. De 1904 à 1907, il est étudiant au Hartford Seminary connu depuis sous le nom du Hartford International University for Religion and Peace, il y rédige une chronique socialiste dans le Hartford Evening Post. Il intègre également le Parti socialiste des États-Unis,,.

### Carrière

#### Débuts politiques

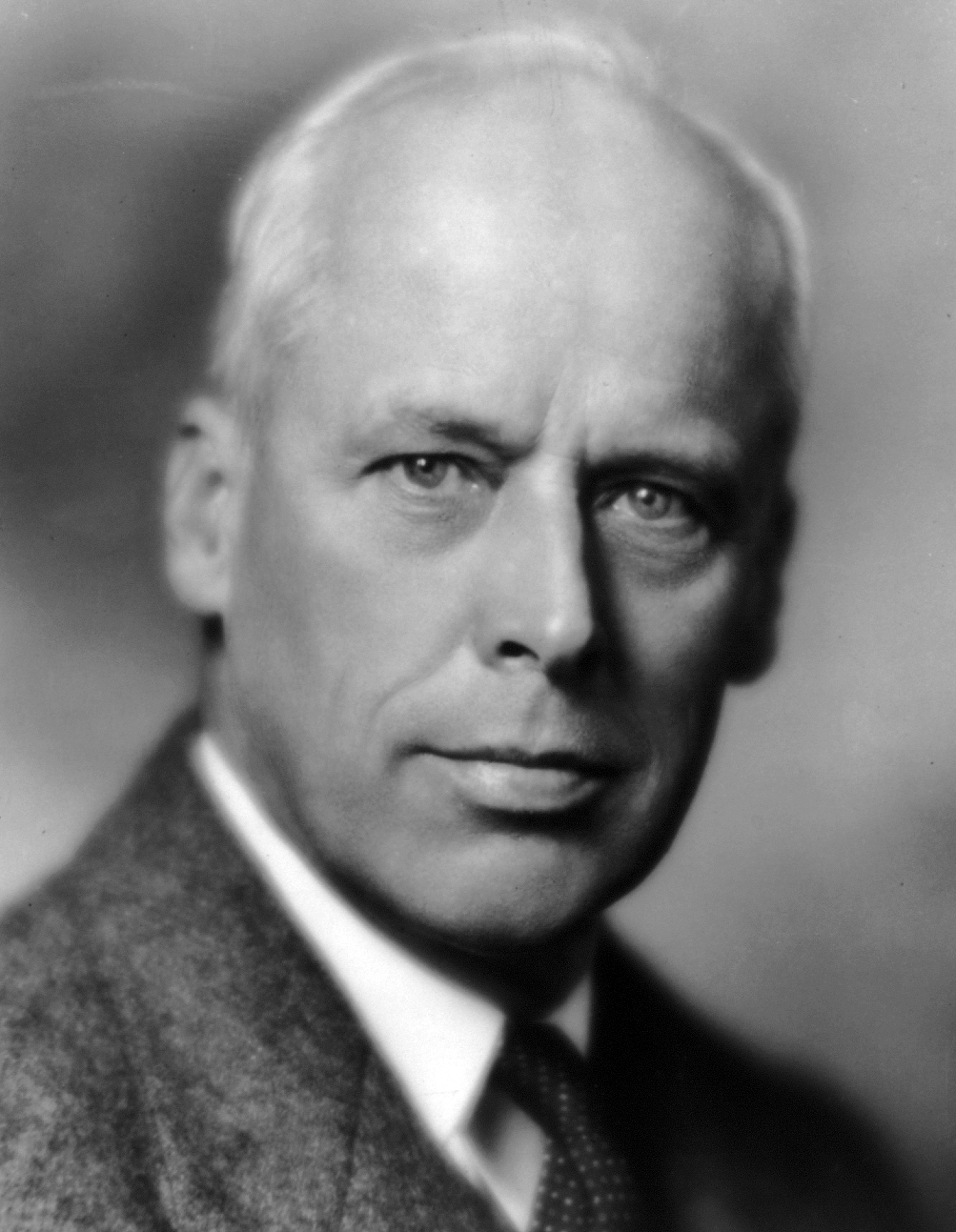
Norman Thomas.

Après ses études, au cours de l’été 1907, Albert Rhys Williams est engagé par une église presbytérienne à New York. Avec Norman Thomas, il monte un club de débats. En 1907 et 1908, il étudie à l’université de Cambridge où il rencontre des socialistes membres du Parti travailliste. À son retour aux États-Unis, il s’engage pour soutenir le socialiste Eugene Victor Debs aux élections présidentielles de 1908,,.
De 1908 à 1914, Albert Rhys Williams  est pasteur à la Maverick Congregational Church de Boston, devenue la Baker Congregational Church (en). Il y prêche qu’il faut chercher à améliorer la condition prolétarienne plutôt que de seulement attendre le salut de l’après-vie. Il participe à la Grève du textile à Lawrence en 1912, où il rencontre John Silas Reed, qui deviendra un ami proche quand il rejoint les cercles radicaux de New York,. Il intègre ainsi le cercle de proches de Mabel Dodge Luhan à Greenwich Village,.

#### Départ en Europe
Juste avant la Première Guerre mondiale, Albert Rhys Williams obtient un congé et commence à voyager en Europe. Après le début de la guerre, il s’engage comme reporter pour le magazine Outlook. Il est arrêté en Belgique et fait prisonnier brièvement par des Allemands qui le prennent pour un espion britannique. Il publie l’histoire de cette arrestation et d’autres combats dans In the Claws of the German Eagle, publié en 1917. Le livre rencontrant un franc succès, il écrit à son église qu’il ne reprendra pas sa charge pastorale et qu’il compte devenir journaliste et écrivain.

#### La révolution bolchevique

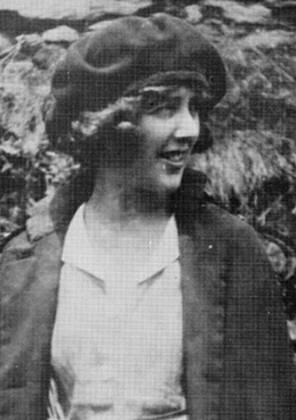
Louise Bryant.

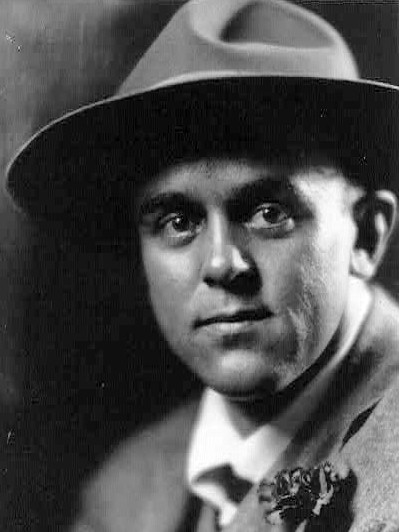
John Silas Reed.

La même année, Albert Rhys Williams  est embauché par le New York Post et se rend à Saint-Pétersbourg pour y couvrir la révolution russe. Cet été-là, il voyage et étudie les comportements des révolutionnaires paysans, ouvriers et militaires dans toute la Russie. John Silas Reed et Louise Bryant le rejoignent à l’automne et tous trois publieront un livre racontant la révolution. Albert Rhys Williams publie Through the Russian Revolution en 1921. Si Albert Rhys Williams n'adhère pas au Parti communiste des États-Unis d'Amérique, en revanche il le soutient activement. John Sylas Reed et Albert Rhys Williams travaillent auprès de Léon Trotski pour concevoir de la propagande à distribuer aux troupes allemandes.
Albert Rhys Williams devient ensuite ami avec Vladimir Ilitch Lénine, qui l’encourage à améliorer son russe et l’invite à un séminaire privé sur la théorie marxiste. Quand l’armée allemande atteint Saint-Pétersbourg, Albert Rhys Williams se porte volontaire pour intégrer l’Armée rouge, mais Lénine lui fait commander la légion internationale à la place.

#### Le soutien à l'Armée rouge durant la guerre civile russe
En 1918, Albert Rhys Williams voyage à Vladivostok. En attendant de pouvoir s'embarquer pour rentrer aux États-Unis, il rédige des articles pour la presse locale communiste et voit la prise de la ville par les contre-révolutionnaires, qui l’arrêtent plusieurs fois et tentent de l’assassiner. Avec de l’argent prêté par des ouvriers communistes locaux, il parvient à s’échapper sur un bateau chinois. À son retour, il est arrêté par le gouvernement américain, qui confisque ses documents personnels et l’interroge sur ses appartenances politiques.

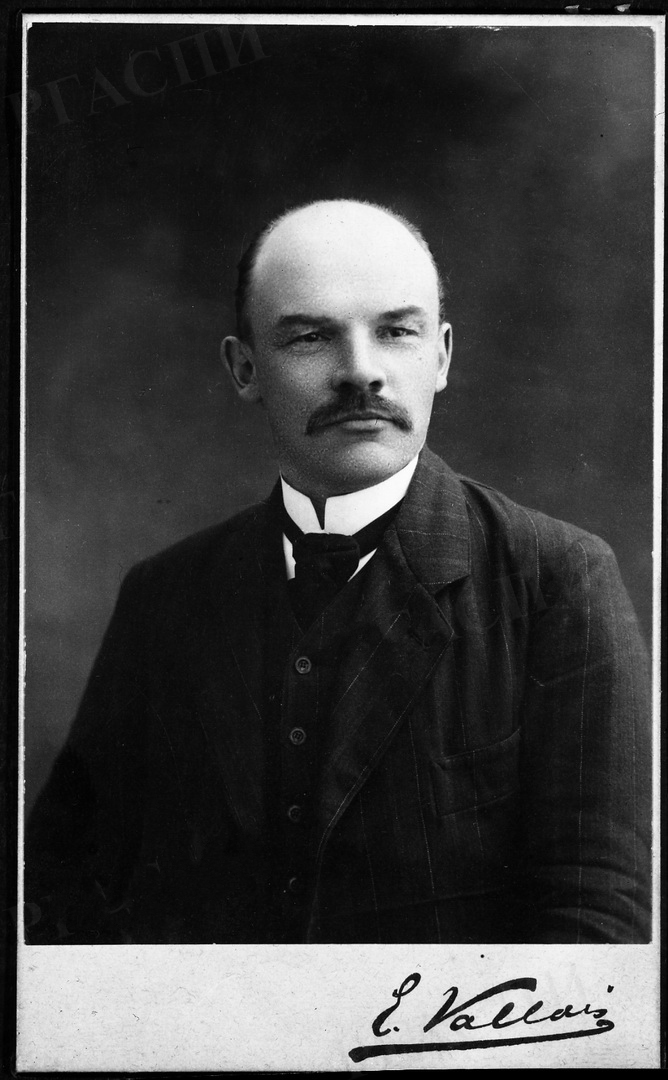
Vladimir Ilyich Lenine

Installé à San Francisco, Albert Rhys Williams sillonne les États-Unis pour y tenir des conférences sur la Russie et exiger l’arrêt des interventions américaines dans l’Union soviétique. Il se propose comme témoin volontaire auprès de la cour des États-Unis pour défendre le droit de non-ingérence de la Russie aux côtés de John Silas Reed et Louise Bryant, sans succès. En 1919, il publie Lénine, L’homme et l’œuvre, et deux brochures politiques. Celle intitulée 76 Questions et réponses sur les Bolcheviks et les Soviétiques, vendue à dix centimes, est vendue à deux millions d’exemplaires. Il s’installe ensuite chez John Silas Reed à Croton-on-Hudson et y écrit un livre sur la révolution russe, également publié en 1919.

#### Le soutien indéfectible à l'URSS
En 1922, Albert Rhys Williams retourne en Russie où il habite pendant six ans, envoyant ses reportages à des journaux américains et écrivant un livre, Le pays russe, en 1928.
Lors d’une visite en URSS en 1931, Albert Rhys Williams est choqué par les politiques de Joseph Staline, qu’il condamne en privé lors d'une autre visite en 1937 et 1938,. À son retour aux États-Unis, il se garde cependant d’en parler publiquement, ne souhaitant pas donner une mauvaise image des idéaux communistes ou servir l’anticommunisme américain.
En 1943, Albert Rhys Williams rédige un autre livre sur la Russie (The Russians: the Land, the People, and Why They Fight), et promeut l’effort de guerre soviétique. En 1957, il écrit un article félicitant les Russes pour le satellite Spoutnik 1 et est invité à nouveau à Moscou en 1959. Il doit passer plusieurs mois à l’hôpital du Kremlin de Moscou pour soigner une leucémie. Il écrit un nouveau livre sur la révolution russe, Journey into Revolution, après son décès, sa femme complète et publie le livre en 1969,.

### Vie privée
En 1923, Albert Rhys Williams épouse Lucita Squier (en), une scénariste de films venue vivre en Russie. Lorsque le couple manque d’argent, elle rentre temporairement à Londres et y vend quelques scénarios avant de revenir. En 1929, ils donnent naissance à un fils, Rhys Williams, et déménagent à Cedar, au Canada. En 1932, ils s’installent à Carmel-by-the-Sea. Albert Rhys Williams meurt en 1962 à Ossining.

## Œuvres
Note : quand une œuvre est suivie d'un identifiant ISBN, cela signifie qu'elle a fait l'objet de rééditions récentes souvent sous forme de fac-similé, l'identifiant est celui, en principe, de la réédition la plus récente, sans préjuger d'autres rééditions antérieures ou ultérieures. L'accès en ligne est, tant que se faire se peut, celle de l'édition originale.
- In the Claws of the German Eagle, New York, E.P. Dutton & Company, 1917, 316 p. (ISBN 9781331289845, lire en ligne),
- Lenin - The Man and His Work, New York, Scott & Selzer, 1919, 212 p. (ISBN 9780526383528, lire en ligne),
- Russian Soviets. Seventy-six questions and answers on the workingman's government of Russia, New York, People's Print, 1919, 32 p. (ISBN 9781015248038, lire en ligne),
- The Bolsheviks and the Soviets: The Present Government of Russia, What the Soviets Have Done, New York, The Rand School of Social Science, 1919, 53 p. (ISBN 9780343643447, lire en ligne),
- Through The Russian Revolution, New York, Boni and Liveright, 1921, 382 p. (ISBN 9781357360399, lire en ligne),
- The Russian Land, New York, New Republic Inc., mars 1928, 316 p. (ISBN 9780836999242, lire en ligne),
- The Soviets, New York, Harcourt, Brace and Company, 1937, 576 p. (OCLC 1151268586, lire en ligne),
- The Russians: The Land, the People and Why they Fight, New York, Harcourt, Brace and company, juillet 1943, 260 p. (OCLC 246982415, lire en ligne),
- Journey into Revolution; Petrograd, 1917-1918  (préf. Josephine Herbst), Chicago, Quadrangle Books, 1969, 376 p. (OCLC 1035906943, lire en ligne),

Les ouvrages d'Albert Rhys Williams ont été traduits dans plusieurs langues : français, russe, allemand, hébreu..., pour les découvrir, il faut se rendre sur le site WorldCat.

## Archives
Les archives d'Albert Rhys Williams sont déposées et consultables auprès de la bibliothèque de l'université de Columbia.

#### Notices dans des encyclopédies et manuels de références
- (en-US) William Benton Whisenhunt, « Williams, Albert Rhys », American National Biography, Volume 23: Wellek - Wrenn,‎ 2015 (lire en ligne)